# Gørløse Kirke
Gørløse Kirke er en kirke i Gørløse Sogn i Hillerød Kommune. Kirken er af teglsten og består af senromansk kor og skib, gotisk våbenhus og et tårn fra slutningen af 1500-tallet. Stærkt restaureret. Kalkmalerierne på skibets sydlige væg blev afdækket i 1898, men senere igennem tildækket.
Altertavlen er fra 1654 og er skåret af slotssnedker Claus Gabriel fra Frederiksborg Slot. På alteret står to store messingstager, som er skænket til kirken af Københavns borgmester, Hans Nansen, i 1696.
I kirken findes et epitafiemaleri fra 1651 der forestiller præsten Søren Olufsen og hustru.

## Eksterne kilder og henvisninger
- Trap Danmark bind III: Frederiksborg Amt.
- Gørløse Kirke hos KortTilKirken.dk
- Gørløse Kirke hos danmarkskirker.natmus.dk (Danmarks Kirker, Nationalmuseet)